# Cryptolabis tropicalis
Cryptolabis tropicalis är en tvåvingeart som beskrevs av Alexander 1913. Cryptolabis tropicalis ingår i släktet Cryptolabis och familjen småharkrankar.
Artens utbredningsområde är Guatemala. Inga underarter finns listade i Catalogue of Life.